# Nanfadima Magassouba
Nanfadima Magassouba – gwinejska aktywistka na rzecz praw człowieka. Była przewodniczącą organizacji National Coalition of Guinea for the Rights and Citizenship of Women (CONAG-DCF), w 2013 roku została członkiem gwinejskiego Zgromadzenia Narodowego.

## Życiorys
Magassouba urodziła się w prefekturze Koundara. Współpracowała ze związkami zawodowymi i grupami społecznymi przez trzy dekady, jednak zyskała szersze uznanie dopiero jako prezes organizacji National Coalition of Guinea for the Rights and Citizenship of Women (CONAG-DCF). Pod przewodnictwem Magassouby CONAG-DCF uzyskała status narodowy jako wiodąca organizacja praw kobiet i została uznana za grupę doradczą Organizacji Narodów Zjednoczonych (ONZ). W 2013 roku została wybrana członkiem Zgromadzenia Narodowego z ramienia partii Rally of the Guinean People (RPG). Była ministrem solidarności narodowej oraz promocji kobiet i dzieci w Gwinei. Przyczyniła się do zwycięstwa Alphy Condé w wyborach prezydenckich w 2015 roku. Magassouba pozostawała widocznym uczestnikiem kampanii RPG w Koundara. W czerwcu 2016 roku została wyznaczona na następcę Mamady Diawary na stanowisku przewodniczącego komisji delegacji RPG Rainbow Alliance.
W maju 2017 roku Magassouba uczestniczyła w 4. Forum dla afrykańskich liderów politycznych na Uniwersytecie Yale.
Magassouba pełniła funkcję przewodniczącej sieci parlamentarzystek do lipca 2016 roku, gdy zastąpiła ją Fatoumata Binta Diallo ze Związku Demokratycznych Sił Gwinei. Jako parlamentarzystka wyraziła sprzeciw wobec legalizacji poligamii w Gwinei. 29 grudnia 2018 roku wraz z 26 innymi parlamentarzystkami, Magassouba odmówiła głosowania za zmianami w Kodeksie cywilnym, który zalegalizował poligamię (wcześniej zakazaną od 1968 roku), jak sama powiedziała: „Nasze matki, ciotki i babcie ciężko walczyły o ten zakaz. Nie ma mowy o cofnięciu tych osiągnięć. Chcemy iść do przodu.”.